# Ulster Scots (Sprache)
Ulster Scots (auch Ullans, Braid Scots, Scotch, Ulstèr-Scotch) bezeichnet die Varianten des Scots, die hauptsächlich in Nordirland und im County Donegal in der Republik Irland gesprochen werden. Der Name Ulster in Ulster Scots bezieht sich auf die frühere Provinz Ulster, in der die meisten Sprecher von Ulster Scots zu finden sind. Ulster Scots ist neben Englisch und Irisch eine Amtssprache in Nordirland und anerkannte Minderheitensprache in Nordirland und in der Republik Irland.

## Geschichte
Ulster Scots entstand, als sich schottische Siedler im 17. Jahrhundert im Norden Irlands auf den Ulster Plantations niederließen und ihre angestammte Sprache, das Scots, mitbrachten. Die schottischen Siedler kamen hauptsächlich von den südwestlichen Lowlands, von Renfrewshire bis Wigtownshire, aber auch aus der Mitte der Lowlands und den südwestlichen Highlands. Die Siedler ließen sich als Teil eines von der englischen Krone forcierten Siedlungsprogramms in sechs der neun Counties der damaligen Provinz Ulster nieder: in Armagh, Cavan, Coleraine, Donegal, Fermanagh und Tyrone. Die Migration fand zu einer Zeit statt, als sich Scots und Englisch besonders weit sprachlich voneinander entfernt hatten. Das Verhältnis von Scots-sprechenden Siedlern zu englischsprechenden Einwohnern betrug damals – so heutige Schätzungen – fünf oder sechs zu eins.
Die Nachfahren dieser presbyterianischen Siedler machen heute einen Großteil der protestantischen Bevölkerungsmehrheit Nordirlands aus.
Die Sprache ist vom Hiberno-Englischen, der von modernen Iren bevorzugt verwendeten Sprache, beeinflusst, besonders vom Dialekt Mid-Ulster Englisch, sowie vom Ulster-Dialekt des Irisch-Gälischen.
Nach der ersten Generation der Siedler begann der Niedergang des Scots als geschriebenes Medium, und noch schneller als auf dem schottischen Festland begann ein Prozess der Anglisierung, d. h. das Scots wurde durch das Englische stark beeinflusst. Als geschriebenes Medium wurde Scots sowohl in Schottland als auch in Irland durch das mit höherem Prestige versehenen Englisch ersetzt. Englisch wurde die Sprache von Regierung, Handel und Literatur; Scots blieb die Sprache innerhalb der Familien zu Hause und die Sprache der Landbevölkerung und damit eine Sprachvariante mit niedrigem Prestige.
Es gab jedoch auch einige Bemühungen, Scots als Literatursprache wieder zu beleben, angefangen von einer Periode 1780–1850, in der die sogenannten Weaver poets aktiv waren, eine Schule volkstümlicher Dichter, deren eigentliches Handwerk das Weben war. Auch nach 1850 gab es noch volkstümliche Literatur, hauptsächlich Kommentare und Geschichten in lokalen Zeitungen. Seit 1992 bemüht sich die Ulster-Scots Language Society um die Förderung von Scots als literarische Sprache.

## Geografische Verteilung

Die Verteilung der Sprecher älter als drei Jahre, die in der Volkszählung 2011 in Nordirland angaben, Ulster-Scots zu sprechen

Ulster Scots wird in Nordirland im Osten in der Grafschaft Antrim, im Norden in Down, im Nordosten in der Grafschaft Londonderry und in den Fischerdörfern der Mourne Coast gesprochen. Es wird ebenfalls im Laggan Distrikt und Teilen des Finn Valleys benutzt. Im Norden der Republik Irland gibt es Sprechergruppen in Donegal, besonders im Süden von Inishowen im nördlichen Donegal. In der Volkszählung des Vereinigten Königreichs und Nordirland von 2011 gaben 16.373 Personen an (0,9 % der Bevölkerung), dass sie die Sprache sprechen, schreiben und verstehen können. 140.204 Personen (8,1 % der Bevölkerung) gaben an, unterschiedliche Kenntnisse in Ulster Scots zu besitzen.

## Status und Sprachpolitik
Ulster Scots ist zu einem gewissen Maß auch mit einem nordirischen Nationalismus verknüpft; Ulster Scots ist auch ein mögliches Element einer positiven unionistischen nordirischen Identität. Deshalb ist die Frage, ob Ulster Scots eine eigene Einzelsprache oder ein Dialekt ist, von politischer Brisanz.
In der Linguistik wird Scots allgemein und Ulster Scots im Speziellen häufig als eine Sprachvariante gesehen, die sich in einem Zwischenstadium zwischen einer eigenständigen Einzelsprache und einem Dialekt des Englischen befindet. Für eine eigenständige Sprache benötigt Scots eine größere Verwendung in Regierung, Verwaltung, Medien und Bildungssystem. Dies ist in den letzten Jahren im Rahmen von verschiedenen Maßnahmen der Sprachplanung in Nordirland versucht worden zu ändern.
Als Konsequenz des Belfastabkommens 1998 wurde Ulster Scots in Nordirland als Sprache offiziell anerkannt, womit Ulster Scots mehr Anerkennung in Nordirland erhielt als Scots in Schottland. So wurde Ulster Scots eine mögliche Sprache für Parlamentsprotokolle und anderes Regierungsmaterial; auch sieht man in Nordirland mehrsprachige Schilder mit Englisch, Irisch und Ulster Scots. Außerdem gibt es Vorschriften, um Ulster Scots als Sprache in der Verwaltung zu unterstützen. Im Januar 2000 erkannte die Regierung des Vereinigten Königreichs Ulster Scots formal als förderungswürdige Minderheitensprache an, indem sie den Vertrag des Europarats zu regionalen und Minderheitensprachen unterzeichnete.
Obwohl Aktivisten sowie Gremien wie die Ulster-Scots Agency argumentieren, dass Ulster Scots eine eigene Sprache sei, bleiben Fragen offen. So wurden in der Zeit, als Ulster Scots als offizielle Sprache des Parlaments anerkannt wurde, z. B. Sprachaktivisten, die häufig aus Schottland stammten, herangezogen, die ein synthetisches, d. h. aus mehreren Dialekten konstruiertes „Standard-Scots“ verwendeten, um Parlamentsdokumente zu übersetzen. Dieses Scots hatte mit dem Ulster Scots, wie es gesprochen wurde, wenig zu tun. Auch war für die bilinguale Bevölkerung nicht einsichtig, warum überhaupt in Scots übersetzt werden musste – Anlässe, bei denen die Sprachverfechter des Scots entsprechenden Spott auf sich zogen, auch wenn man inzwischen diese Dinge schon verbessert hat. Wie erfolgreich und nachhaltig die Maßnahmen der nordirischen Sprachpolitik sind, ist offen.

## Textbeispiel
We hae cum guid speed wi fettlin tae brucellosis, an A'm mintin at bein haleheidit tae wun tae tha stannin o bein redd o brucellosis aathegither. Forbye, A'm leukkin tae see an ettlin in core at fettlin tae tha TB o Kye, takkin in complutherin anent a screengin ontak, tha wye we'll can pit owre an inlaik in ootlay sillert wi resydentèrs. Mair betoken, but, we'll be leukkin forbye tae uphaud an ingang airtit wi tha hannlins furtae redd ootcum disayses. An we'r fur stairtin in tae leukk bodes agane fur oor baste kenmairk gate, 'at owre tha nixt wheen o yeirs wull be tha ootcum o sillerin tae aboot £60m frae resydentèrs furtae uphaud tha hale hannlin adae wi beef an tha mïlk-hoose.
From Hannlin Rede, annual report 2012–2013 of the Department of Agriculture, Environment and Rural Affairs (Männystèr o Fairms an Kintra Fordèrin)

## Forschung
Ulster Scots wurde bisher wenig erforscht. Der Linguistic Atlas of Scotland berücksichtigt Daten zu Ulster Scots immerhin mit Ergebnissen aus 116 Fragebögen, die in sieben Ulster Counties verteilt wurden. Meilensteine in der Erforschung des Ulster Scots sind verschiedene Glossare und Wortsammlungen des Ulster Scots im 20. Jahrhundert, was schließlich in die Veröffentlichung von Wörterbüchern kulminiert, darunter Macafees A Concise Ulster Dictionary von 1996. Philip Robinson hat 1997 die erste systematische Beschreibung der Grammatik von Ulster Scots veröffentlicht.

### Allgemeine Beschreibungen von Scots und Ulster-Scots
- John Corbett, J. Derrick McClure, Jane Stuart-Smith (Hrsg.): The Edinburgh Companion to Scots. Edinburgh University Press, Edinburgh 2003, ISBN 978-0-7486-1596-4.
- J. Fenton: The Hamely Tongue: A Personal Record of Ulster-Scots in County Antrim, 2. Auflage. Ulster-Scots Academic Press 2000.
- Robert McColl Millar: Modern Scots: An Analytical Survey. Edinburgh University Press, Edinburgh 2018, ISBN 978-1-4744-1687-0.

### Grammatik
- Philip Robinson: Ulster-Scots: A Grammar of the Traditional Written and Spoken Language. The Ullans Press, Newtownards 1997.

### Wörterbücher
- Caroline I. Macafee (Hrsg.): A Concise Ulster Dictionary. Oxford University Press, Oxford 1996.